# 컨트리 스타일

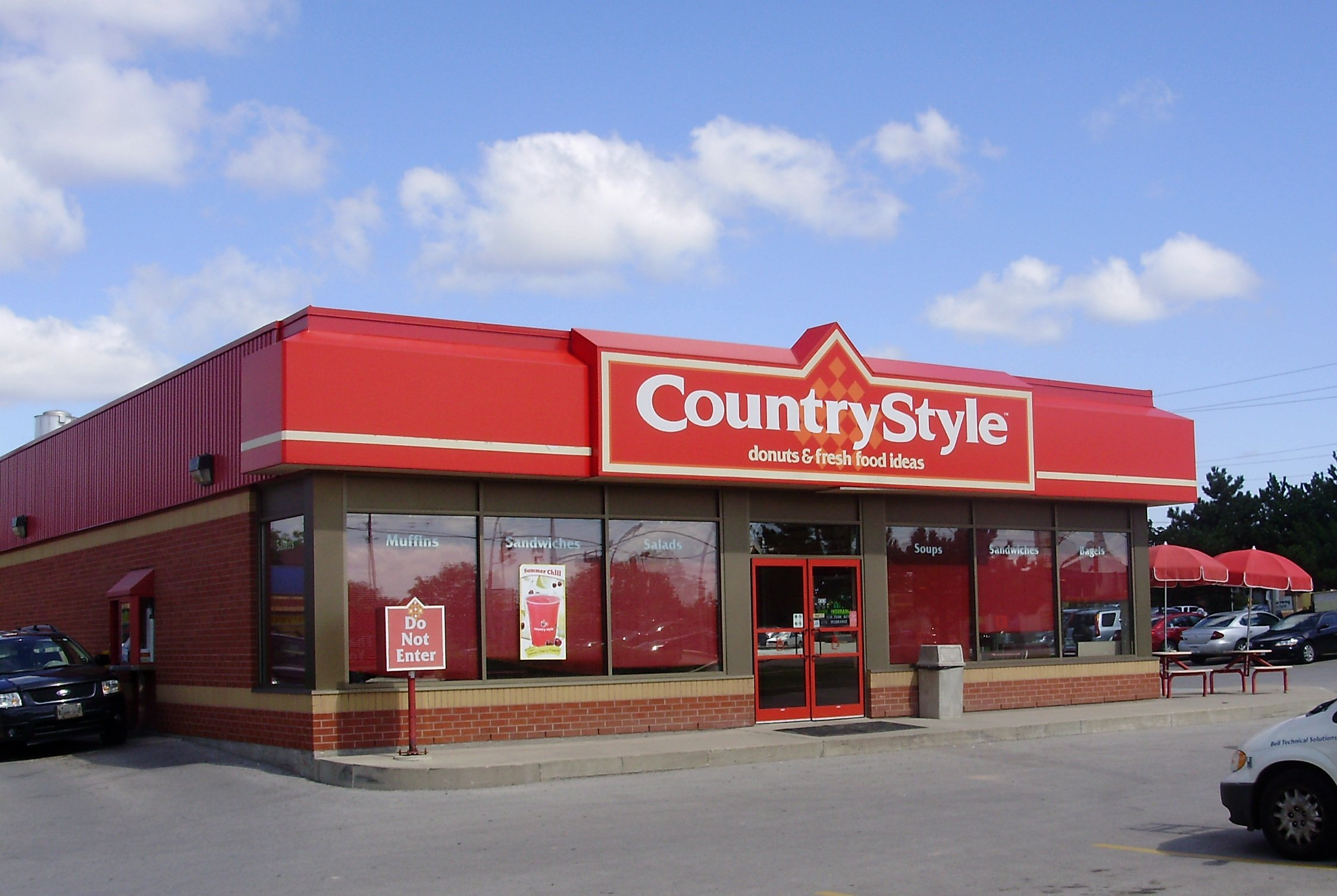
온타리오 주 밀튼 지역에 있는 컨트리 스타일 매장

컨트리 스타일(Country Style Food Services Inc.)은 캐나다 온타리오주에서 두 번째로 규모가 큰 체인 커피 전문점이다. 주로 커피, 도넛, 수프, 샌드위치, 샐러드 등을 판매한다. 본사는 온타리오 주 리치몬드 힐에 있다.

## 구조
2006년 1월 기준, 컨트리 스타일은 120개의 독립매장과 420개의 입점매장을 운영하고 있다. 입점매장은 주유소, 슈퍼마켓, 극장, 경기장 등에 주로 있다. 2001년 기준 매출의 70%가 커피에서 나왔다. 29개의 베이커리 매장은 컨트리 스타일의 자회자 브랜드인 Buns Master라는 이름으로 운영하고 있다. 총 500개 이상의 매장을 온타리오주, 노바스코샤주, 프린스 에드워드 아일랜드 주, 뉴브런즈윅주에서 운영하고 있다.

## 같이 보기
- 세컨드컵
- 팀호튼

## 참고 문헌
1. ↑  Food court king buys Country Style 2010년 10월 21일 확인